# Departamentul Ocotepeque
Departamentul Ocotepeque este unul dintre cele 18 departamente ale Hondurasului. Este situat în vest și se învecinează atât cu El Salvador, cât și cu Guatemala. A fost fondat în 1906 dintr-o parte a departamentului Copán. Capitala și orașul principal este Ocotepeque.
Departamentul acoperă o suprafață totală de 1.630 km² și, în 2015, avea o populație estimată de 151.516.

## Municipalități
1. Belén Gualcho
2. Concepción
3. Dolores Merendon
4. Fraternidad
5. La Encarnación
6. La Labor
7. Lucerna
8. Mercedes
9. Ocotepeque
10. San Fernando
11. San Francisco del Valle
12. Santa Ifigenia
13. San Jorge
14. San Marcos
15. Santa Fé
16. Sensenti
17. Sinuapa